# Val Baiano
Osvaldo Félix Souza, ou tout simplement Val Baiano est un footballeur brésilien né le 7 avril 1981 à Jequié au Brésil et évolue au poste d'attaquant.

## Carrière
| Club           | Pays            | Année     |
| -------------- | --------------- | --------- |
| Iraty          | Brésil          | 2000-2000 |
| Grêmio Maringá | Brésil          | 2001-2001 |
| Paranavaí      | Brésil          | 2002-2002 |
| Toledo         | Brésil          | 2003-2003 |
| Grêmio Maringá | Brésil          | 2003-2003 |
| Santos         | Brésil          | 2003-2003 |
| Brasiliense    | Brésil          | 2004-2004 |
| Gil Vicente    | Portugal        | 2005-2005 |
| Ceará          | Brésil          | 2005-2005 |
| Santa Cruz     | Brésil          | 2006-2006 |
| CRB            | Brésil          | 2006-2006 |
| AD São Caetano | Brésil          | 2007-2007 |
| SE Gama        | Brésil          | 2007-2007 |
| Al-Ahli        | Arabie saoudite | 2008-2008 |
| Grêmio Barueri | Brésil          | 2008-2009 |
| CF Monterrey   | Mexique         | 2010-2010 |
| CR Flamengo    | Brésil          | 2010-2010 |

## Palmarès

### Collectif
- Avec le Brasiliense :
  - Champion du Brésil de Série B en 2004.